# Markus Schulz
Markus Schulz (Eschwege, 3 de febrero de 1975) es un DJ y productor alemán, afincado entre Miami, Florida y Berlín, Alemania. Conocido internacionalmente por su programa de radio semanal titulado "Global DJ Broadcast" difundido en la actualidad por la emisora de radio en línea "Digitally Imported".

## Biografía
Markus Schulz nació en Eschwege. La pasión por la música le vino cuando visitó una emisora de radio en su 4.ª curso. Esta pasión por la música fue creciendo con los años, años en los que ha viajado mucho, desde Alemania a Boston, de Boston a Arizona, de Arizona a Londres y finalmente de Londres a Miami.
Todos estos cambios le han ayudado a evolucionar e ir tomando distintas concepciones de la música hasta crear la suya propia. Empezó a hacer música en el año 1993, pero no fue hasta el año 2000, durante su estancia en Londres, donde creó su actual sonido con el que se siente identificado al 100%. A este sonido lo denominó Coldharbour porque su estudio de Londres lo tenía situado en Coldharbour Lane, Brixton, y allí fue donde tras pasarse días encerrado consiguió sacar un nuevo sonido con el que triunfa actualmente.
En el 2005 publicó su primer álbum de artista llamado Without You Near con muy buenas críticas. Además también Markus editó la saga de compilaciones Coldharbour Sessions (2004, Miami '05 e Ibiza '06).
Además de productor y dj, Markus tiene su propio show radiofónico llamado Global DJ Broadcast, que se emite cada jueves de 18:00 a 20:00 en la emisora online Digitally Imported Radio.

## Actuaciones Destacadas

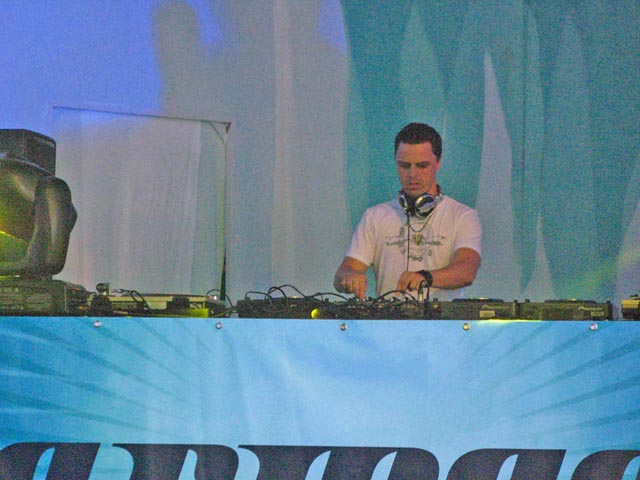
Markus Schulz en Mysteryland el 25 de agosto de 2007.

Nature One, Dance Valley, Together As One, Love Parade, Global Gathering, Bang Music Festival, Future Music Festival, Episode 350 of A State Of Trance and A State Of Trance episode 500 (live in Buenos Aires, Argentina), A State of Trance 600, A State of Trance 650, Transmission, Tomorrowland (12 hrs Solo set)

## Recopilatorios
- Coldharbour Sessions (2004, Armada Music)[2]
- Miami '05 (2005, Moist Music)[2]
- Without You Near (2005, Ultra Records)[2]
- Ibiza '06 (2006, Moist Music)[3][4]
- Progression (2007, Armada Music)[5]
- Markus Schulz: Amsterdam '08 (2008, Armada Music)[2]
- Markus Schulz: Toronto '09 (2009, Armada Music)[2]
- Markus Schulz pres. Dakota: Thoughts Become Things (2009, Armada Music)[2]
- Markus Schulz: Las Vegas '10 (2010, Armada Music)[2]
- Do You Dream? (Studio Album) "2010
- Markus Schulz: Prague '11 (2011, Armada Music)[2]
- Markus Schulz: Dakota II: Thoughts Become Things
- Markus Schulz: Los Angeles '12 (2012, Armada Music)[2]
- Scream (Studio Album) "2012
- Markus Schulz: Buenos AIres '13 (2013, Armada Music)[2]
- Scream 2 (Studio Album) (2014, Armada Music)[2]
- We Are the Light (Studio Álbum)

(2018, Armada Music)

## Sencillos
- 1998 Markus Schulz - You Won’t See Me Cry
- 1999 Dakota - Swirl
- 2002 Dakota - Frozen Time
- 2002 Dakota - Lost in Brixton
- 2002 Dakota - Jah Powah
- 2002 Dakota - Zero Gravity
- 2002 Dakota - Sunshine Yellow
- 2003 Dakota - Abandoned in Queens
- 2003 Markus Schulz presents Elevation - Clear Blue
- 2004 Markus Schulz presents Elevation - Largo
- 2004 Markus Schulz presents Elevation - Somewhere
- 2005 Markus Schulz featuring Anita Kelsey - First Time
- 2005 Markus Schulz and Departure with Gabriel & Dresden - Without You Near
- 2006 Markus Schulz featuring Carrie Skipper - Never be the Same Again
- 2007 Markus Schulz vs. Chakra - I Am
- 2007 Markus Schulz - Fly to Colors
- 2007 Dakota - Amsterdam
- 2007 Dakota - Progression
- 2008 Dakota - Hypnotic
- 2008 Markus Schulz featuring Departure - Cause You Know
- 2008 Markus Schulz featuring Dauby – Perfect
- 2008 Markus Schulz vs. Andy Moor - Daydream
- 2008 Markus Schulz - The New World
- 2009 Dakota - Chinook
- 2009 Dakota - Johnny the Fox
- 2009 Dakota - Sin City
- 2009 Markus Schulz - Do You Dream
- 2009 Dakota - Roxy ’84
- 2009 Dakota - Koolhaus
- 2009 Dakota - Steel Libido
- 2009 Dakota - Mr. Cappuccino
- 2010 Markus Schulz featuring Khaz - Dark Heart Waiting
- 2010 Markus Schulz featuring Justine Suissa - Perception
- 2010 Markus Schulz - Rain
- 2010 Markus Schulz ft. Jennifer Rene - Not The Same
- 2010 Markus Schulz - Future Cities
- 2011 Dakota - Sinners
- 2011 Markus Schulz & Jochen Miller - Rotunda
- 2011 Dakota - Sleepwalkers
- 2011 Dakota - Katowice
- 2011 Dakota - Saints
- 2011 Dakota - In a Green Valley
- 2011 Markus Schulz - Digital Madness
- 2012 Markus Schulz & Dennis Sheperd - Go!
- 2012 Markus Schulz & Ferry Corsten - Loops & Tings
- 2012 Markus Schulz & Ana Diaz -Nothing Without Me
- 2012 Markus Schulz & Ferry Corsten - Stella
- 2012 Markus Schulz & Adina Butar - Caught
- 2012 Markus Schulz & Seri - Love Rain Down
- 2012 Markus Schulz & Armin van Buuren - The Expedition (ASOT 600 Anthem)
- 2013 Markus Schulz - The Spiritual Gateway (Transmission 2013 Theme)
- 2013 New World Punx - Romper
- 2013 Markus Schulz & Sarah Howells - Tempted
- 2013 Markus Schulz - Remember This
- 2013 Markus Schulz & Elevation - Machine of Transformation (Transmission 2013 Theme)
- 2014 Dakota - CLXXV
- 2014 Markus Schulz - Destino
- 2014 Markus Schulz - Seven Sins (Transmission 2013 Theme)
- 2014 Markus Schulz featuring Lady V - Winter Kills Me
- 2015 Markus Schulz - Golden Gate (San Francisco)
- 2015 Markus Schulz - Bayfront (Miami)
- 2015 Markus Schulz - Bine Facut (Bucharest)
- 2015 Markus Schulz - This Generation (Indio)
- 2015 Markus Schulz featuring Delacey  - Destiny
- 2015 Markus Schulz - Lost in the Box (London)
- 2016 Markus Schulz featuring Brooke Tomlinson - In The Night

## Remixes
- 1993 Sagat - Why Is It? Fuk Dat
- 1993 The Movement - Shake That
- 1994 Glenn "Sweet G" Toby - I Can Tell
- 1994 Sweet Sable - Old Times' Sake
- 1994 Transglobal Underground - Temple Head
- 1994 2 Unlimited - Throw The Groove Down
- 1994 Sandra Bernhard - You Make Me Feel
- 1995 Amber McFadden - Do You Want Me
- 1995 Truce - Pump It
- 1995 Real McCoy - Come And Get Your Love
- 1995 Bette Midler - To Deserve You
- 1995 Backstreet Boys - We've Got It Going On
- 1996 Lina Santiago - Feels So Good (Show Me Your Love)
- 1996 Backstreet Boys - Get Down (You're The One For Me)
- 1996 Technotronic - Move It To The Rhythm
- 1996 Madonna - Love Don't Live Here Anymore
- 1996 Liz Torres - Set Yourself Free
- 1996 Armand Van Helden - The Funk Phenomena
- 1996 James Newton Howard - Theme From ER
- 1996 Backstreet Boys - We've Got It Going On
- 1997 RuPaul - A Little Bit Of Love
- 1997 Groove Junkies -
- 1997 Poe - Hello
- 1997 e-N Feat. Ceevox - That Sound
- 1997 Tilly Lilly - Roller Coaster
- 1997 Electronic - Second Nature
- 1997 Blue Amazon - No Other Love
- 1997 LNR - Work It To The Bone
- 1998 Cynthia - If I Had The Chance
- 1998 Vertigo Deluxe - Out Of My Mind
- 1998 The B-52's - Debbie
- 1999 Everything But The Girl - Lullaby Of Clubland
- 1999 Dream Traveler - Time
- 2000 Himmel - Celebrate Life
- 2000 Masters Of Balance - Dreamworld
- 2000 Pablo Gargano - Eurogoal
- 2000 PQM - The Flying Song
- 2000 Aaron Lazarus - Your Time Will Come
- 2001 Pablo Gargano - Absolution
- 2001 Carissa Mondavi - Solid Ground
- 2001 Rouge - Jingalay
- 2001 Daniel Ash - Burning Man
- 2001 Fatboy Slim - Sunset (Bird of Prey)
- 2001 Luzon - Manilla Sunrise
- 2001 Book of Love - I Touch Roses
- 2002 Miro - By Your Side
- 2002 Télépopmusik – Breathe
- 2003 Motorcycle - As The Rush Comes
- 2003 Jewel - Intuition
- 2003 Karada - Last Flight
- 2003 Billy Paul Williams - So In Love
- 2003 Jewel - Stand
- 2004 Aly & Fila - Spirit Of Ka
- 2004 George Hales - Autumn Falls
- 2004 Solid Globe - Sahara
- 2004 Filterheadz - Yimanya
- 2004 Plastic Angel - Distorted Reality
- 2004 Clubbervision - Dream Off
- 2004 Kobbe & Austin Leeds - Fusing Love
- 2004 Airwave - Ladyblue
- 2004 Myth - Millionfold
- 2004 Oceanlab - Satellite
- 2004 Piece Process - Solar Myth
- 2004 Space Manoeuvres - Stage One
- 2004 Deepsky - Talk Like A Stranger
- 2004 Whirlpool - Under The Sun
- 2005 Tomonari & Tommy Pi - C Sharp 2005
- 2005 Ridgewalkers - Find
- 2005 Departure - She Turns
- 2005 Nalin & Kane - Open Your Eyes (The Child You Are)
- 2006 Kyau & Albert - Are You Fine?
- 2006 Eluna - Severence
- 2006 Yoshimoto - Du What U Du
- 2007 Kamera - Lies
- 2007 Andrew Bennett - Menar
- 2007 Joop - The Future
- 2008 Destination X - Dangerous
- 2008 John O'Callaghan feat. Audrey Gallagher - Big Sky
- 2008 Rank 1 - Airwave
- 2008 Sia - Buttons
- 2008 Mike Foyle - Bittersweet Nightshade
- 2009 Dance 2 Trance - Power of American Natives
- 2009 Jester Music feat. Lavoie - Dressed in White
- 2009 Cosmic Gate - Sign of the Times
- 2009 Ferry Corsten - Brain Box
- 2010 Cosmic Gate - The Drums

## Ranking DJMag
| DJ            | 2004 | 2005 | 2006 | 2007 | 2008 | 2009 | 2010 | 2011 | 2012 | 2013 | 2014 | 2015 | 2016 | 2017 | 2018 |
| ------------- | ---- | ---- | ---- | ---- | ---- | ---- | ---- | ---- | ---- | ---- | ---- | ---- | ---- | ---- | ---- |
| Markus Schulz | 32°  | 21°  | 19°  | 13°  | 8°   | 8°   | 8°   | 9°   | 13°  | 21°  | 44°  | 56°  | 80°  | 126° | 93°  |